# Walter Eich
Walter Eich (* 27. Mai 1925; † 1. Juni 2018 in Bern) war ein Schweizer Fussballspieler und -trainer. Der Nationaltorhüter gewann mit dem BSC Young Boys mehrere Meisterschaften und Schweizer Cups und war auch Trainer des Vereins.

## Karriere
Eich spielte 13 Jahre für die Berner Young Boys und galt als bester Torhüter der Vereinsgeschichte. Besonders bekannt wurde er im Cupfinal 1958, in dem er mit einem gebrochenen Daumen gegen die Grasshoppers Zürich spielte. Da er sich den Daumen während des Spiels brach, bekam er auf dem Platz ein hohles Rinderhorn, das ihm über den Daumen gelegt wurde. Das Spiel konnten die Berner, auch dank Eichs Einsatz, für sich entscheiden. Eich wechselte 1947 im Alter von 22 Jahren vom Zürcher Club Young Fellows nach Bern, wo die Torhüterlegende Maurice Glur zu ersetzen war. Die Young Boys schafften mit Walter Eich den Wiederaufstieg in die Nationalliga A, später zwei Cupsiege (1953 und 1958) sowie vier Meistertitel in Serie (1957, 1958, 1959, 1960).
Eich sorgte am 5. November 1958 für ein Novum im Europacup, als er im Meistercup-Spiel beim MTK Budapest in der 61. Minute – mutmasslich wegen einer Verletzung – für Ersatztorhüter René Häfeli ausgewechselt wurde. Zu diesem Zeitpunkt waren Auswechslungen im Fussball eigentlich noch nicht vorgesehen, so dass Walter Eich der erste Spieler in der Geschichte des Europacups wurde, der ausgewechselt wurde. Die Berner gewannen das Spiel mit 2:1.

## Nationalmannschaft
Seine Ruhe, sein Fangvermögen, seine enorme Sprungkraft und sein hervorragendes Stellungsspiel machten Eich zu einem der besten Goalies in einer Zeit, als die Schweiz mit Eugène Parlier, Georges Stuber, Antonio Permunian, Erwin Ballabio, Karl Elsener und anderen über überdurchschnittlich viele starke Torhüter verfügte. Wohl aus diesem Grund brachte es «Wädu», wie ihn die Zuschauer in Bern nannten, zu nur fünf Einsätzen in der Nationalmannschaft. Sein Länderspieldebüt gab er am 16. Mai 1951 bei der 2:3-Niederlage gegen Wales in Wrexham. Sein fünftes und letztes Länderspiel absolvierte er am 25. April 1954 bei der 3:5-Niederlage gegen Deutschland in Basel. Kurz darauf nahm er noch als Ersatztorhüter an der Weltmeisterschaft 1954 im eigenen Land teil.

## Trainer
Ab der Rückrunde der Saison, als er Heinrich Skiba ablöste, war er bis zu den ersten fünf Spielen der Saison Trainer der Young Boys. In der Saison 1982/83 löste er nach 10 Spieltagen den schlecht gestarteten Kurt Linder ab und blieb Trainer der Young Boys bis Saisonende.

## Nach dem Fussball
Besondere Verdienste verschaffte sich der inzwischen zum echten Berner gewordene Zürcher, der als Beamter in der Generaldirektion der PTT arbeitete und nach seiner Pensionierung nach Kandersteg umzog, als Torhütertrainer. Die späteren YB-Goalies Eichenberger, Zurbuchen aus dem Meisterteam 1986 sowie Pulver sprechen noch heute mit grossem Respekt von ihrem Ausbildner. Im Alter von 93 Jahren verstarb Eich Anfang Juni 2018 in Bern.

## Vereine
- 1945–1947 FC Young Fellows Zürich
- 1947–1960 BSC Young Boys

## Titel und Erfolge
- Schweizer Meister: 1957, 1958, 1959, 1960
- Schweizer Cup: 1953, 1958